# Spinetaxalus
Spinetaxalus är ett släkte av skalbaggar. Spinetaxalus ingår i familjen långhorningar.
Kladogram enligt Catalogue of Life:
| Spinetaxalus | \| \| Spinetaxalus camerunensis \| \| \| \| \| \| Spinetaxalus fuscodiscalis \| \| \| \| |
|              | \| \| Spinetaxalus camerunensis \| \| \| \| \| \| Spinetaxalus fuscodiscalis \| \| \| \| |
|              | Spinetaxalus camerunensis                                                                |
|              |                                                                                          |
|              | Spinetaxalus fuscodiscalis                                                               |
|              |                                                                                          |